# ニコン Nikon 1シリーズ

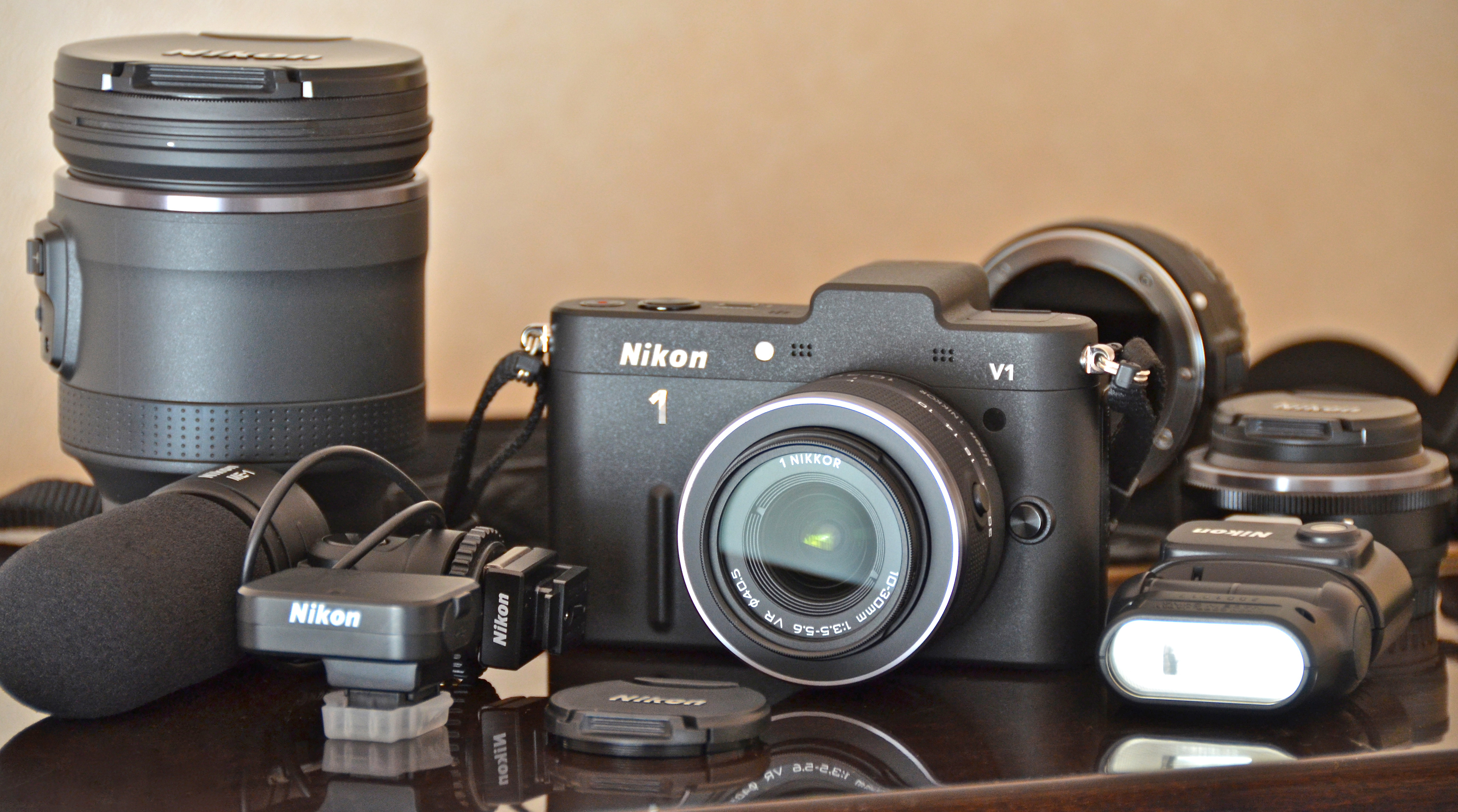
Nikon 1 V1
（レンズは 1 Nikkor 10-30mm f/3.5-5.6。周辺機器は左から 1 Nikkor VR 10-100mm f/4.5-5.6 PD-Zoom、ステレオマイク ME-1、GPSユニット GP-N100、スピードライト SB-N5）

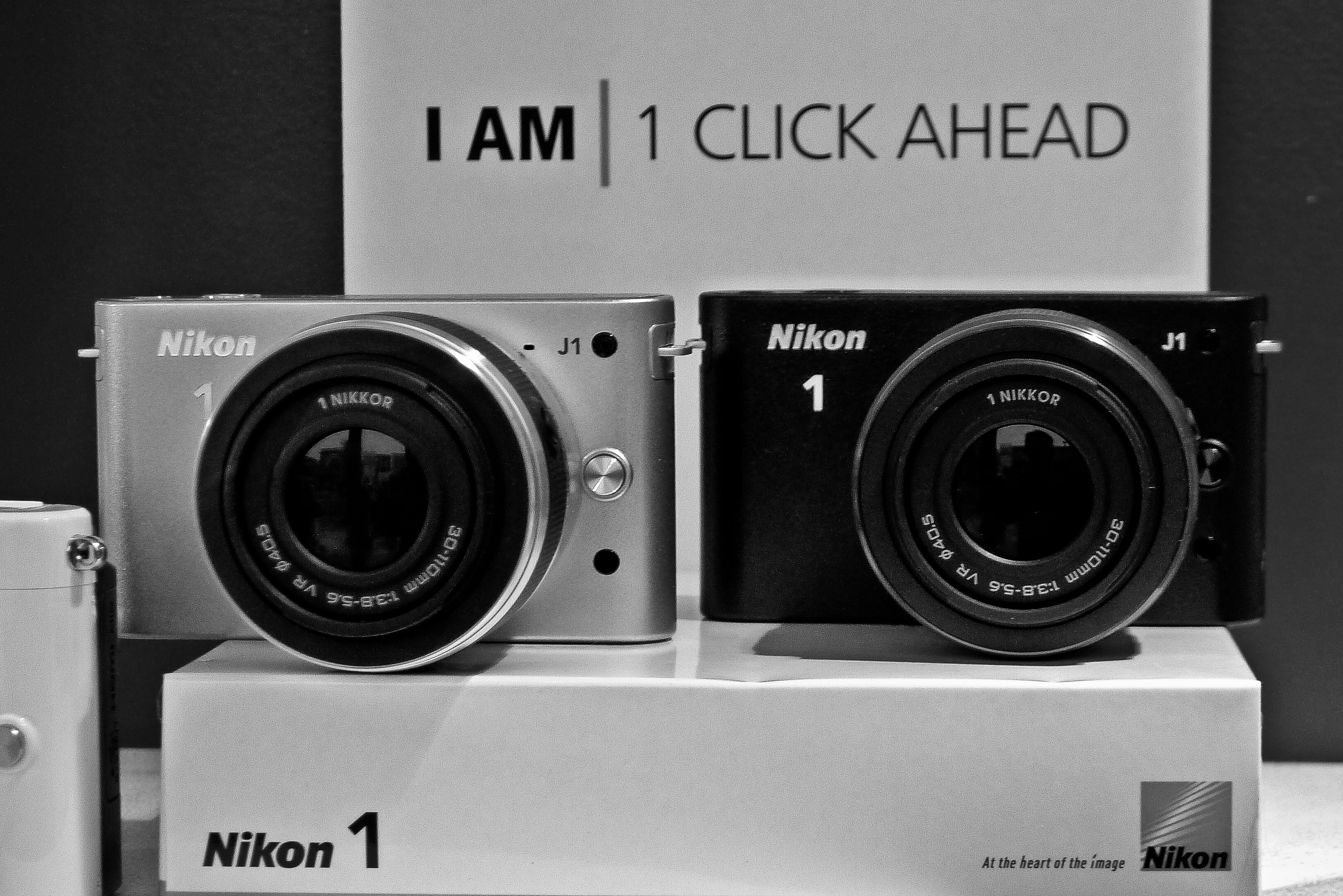
Nikon 1 J1

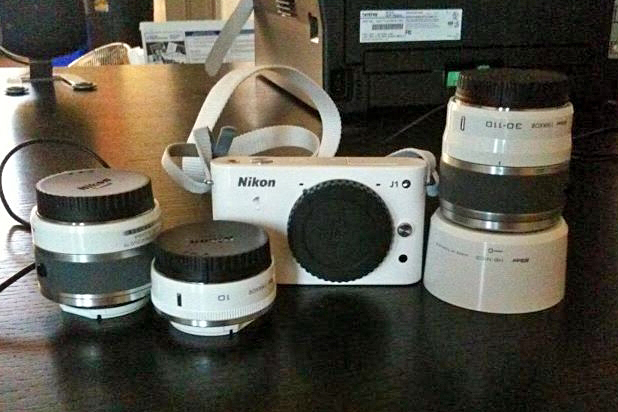
Nikon 1 J1

Nikon 1（ニコンワン）は、ニコンが販売していた、ミラーレス一眼カメラである。Nikon 1展開当時のニコンは「ミラーレス一眼」ではなく「レンズ交換式アドバンストカメラ（英：Advanced Camera with Interchangeable Lenses）」と呼称していたが、ニコン Z発表後は、Nikon 1も「ミラーレスカメラ」と呼称している。

## 概要
この構成のデジタルカメラへの、ニコンとしては初参入となるシステム・シリーズであり、ネーミングには、デジタル時代に、ゼロベースですべてが新設計された全く新しいシステムカメラ、つまり「0（ゼロ）」から「1（ワン）」を生み出し、デジタル世界を牽引するという思いが込められた。
イメージセンサのサイズ（デジタル写真#センサの大きさと画角）は13.2mm×8.8mmの、フォーサーズ系よりひとまわり小さく1型（1インチ）センサより少し大きい、新フォーマットの「CXフォーマット」で、マウントも新設計の「Nikon 1マウント」である。このイメージサイズでのレンズの画角のいわゆる35mm換算は約2.7倍である（たとえば、50mmレンズの画角が、35mm判における135mmレンズのそれと同程度になる）。
このイメージサイズとマウントにより、十分な描写性能を確保し、かつレンズを含めたカメラシステムの小型軽量化が実現された。手振れ補正機能（VR）は同社デジタル一眼レフカメラ同様、レンズ側に搭載している。従来のFマウントのニッコールレンズを使用できるマウントアダプターも純正オプションとして用意された。
カメラ本体性能の特徴としては、2013年2月までに発売されたすべての機種が撮像面に位相差AFセンサーが内蔵されたハイブリッドAF（通常は位相差AFのみで合焦し、暗所などではコントラストAFに自動切替）となっている。このためコントラストAFのみの機種と比較して動体に対するAF性能が良好であり、連写速度は全フォーカスポイントでのAF追従で5コマ/秒（Nikon 1 J1、Nikon 1 V1の場合）、中央1点固定に限れば10コマ/秒（同左）と同社一眼レフカメラ中～上級機に匹敵する。また、AF固定の場合は最大60コマ/秒の高速連写が可能であった。
撮影モードの特徴としては、上記AF性能を活かした機能を採用しており、シャッターボタンを全押しする付近最大20枚を自動連続撮影し、ベストショット5枚を記録する「スマートフォトセレクター」や、静止画＋スロー動画＋音楽を一体記録する「モーションスナップショット」などが挙げられる。
2018年7月に、ニコンイメージングのサイトからNikon 1シリーズのカメラボディがすべて旧製品のカテゴリーに移動しており、事実上の開発終了となった。

## 本体
電子ビューファインダー（EVF）搭載のVシリーズと非搭載のJシリーズ/Sシリーズの3シリーズのラインアップとなっていた。

### Nikon 1 Vシリーズ
Nikon 1 V1
2011年10月20日発売
有効画素数1010万画素
画像処理エンジンはEXPEED 3
常用ISO感度は100～3200（ISO6400まで増感可能）
フォーカスポイント数は73点（位相差AF）、135点（コントラストAF）。オートエリア設定時は41点。
AF追従連写速度は5コマ/秒。ただし中央1点固定AF時は10コマ/秒も可能。
電子ビューファインダー（0.47型TFT液晶、約144万ドット）を装備。内蔵フラッシュは搭載されておらず、フラッシュが必要な場合、別売のスピードライトを購入することになる。
電子制御上下走行式フォーカルプレーンシャッターとCMOSセンサーによる電子シャッターの両方を搭載。
イメージセンサークリーニング機能あり。
Nikon 1 V2
2012年11月15日発売
Nikon 1 V1のフルモデルチェンジ版。
有効画素数1425万画素
画像処理エンジンはEXPEED 3を改良したEXPEED 3A
常用ISO感度は160～6400
フォーカスポイント数は73点(位相差AF)、135点(コントラストAF)。オートエリア設定時は41点。
AF追従連写速度が15コマ/秒にアップ
電子ビューファインダー（0.47型TFT液晶、約144万ドット）を装備。内蔵フラッシュを新たに搭載、別売のスピードライトSB-N5、SB-N7も使用可能。
新たにスロービュー機能を搭載。
別売ワイヤレスモバイルアダプター（WU-1b）を使用することでスマートデバイスとの双方向通信可能
Nikon 1 V3
2014年4月17日発売
Nikon 1 V2のフルモデルチェンジ版。Vシリーズでありながら電子ビューファインダーは内蔵せず外付けになった。
有効画素数1839万画素
画像処理エンジンはEXPEED 4を改良したEXPEED 4A
常用ISO感度は160～12800
フォーカスポイント数は105点(位相差AF)、171点(コントラストAF)。オートエリア設定時は41点。
AF追従連写速度が20コマ/秒にアップ
Vシリーズとしては初めて「クリエティブモード」搭載。
「Nikon 1」初となる、タッチパネル/チルト式液晶モニターとWi-Fi®内蔵
電子ビューファインダーは外付けアクセサリー（DF-N1000、視野率約100%、0.48型、約236万ドット液晶）対応に変更。
外付けグリップ装着可能。

### Nikon 1 Jシリーズ
Nikon 1 J1
2011年10月20日発売
有効画素数1010万画素
画像処理エンジンはEXPEED 3
常用ISO感度は100～3200（ISO6400まで増感可能）
フォーカスポイント数は73点（位相差AF）、135点（コントラストAF）。オートエリア設定時は41点。
AF追従連写速度は5コマ/秒。但し中央1点固定AF時は10コマ/秒も可能。
電子ビューファインダーは装備されていない。内蔵フラッシュを装備。
CMOSセンサーによる電子シャッターのみ搭載。
イメージセンサークリーニング機能なし。
Nikon 1 J2
2012年9月6日発売
Nikon 1 J1のマイナーチェンジ版。
有効画素数1015万画素
画像処理エンジンはEXPEED 3
常用ISO感度は100～3200（ISO6400まで増感可能）
フォーカスポイント数は73点（位相差AF）、135点（コントラストAF）。オートエリア設定時は41点。
AF追従連写速度は5コマ/秒。但し中央1点固定AF時は10コマ/秒も可能。
電子ビューファインダーは装備されていない。内蔵フラッシュを装備。
CMOSセンサーによる電子シャッターのみ搭載。
イメージセンサークリーニング機能なし。
新たにクリエイディブモード搭載
Nikon 1 J3
2013年2月7日発売
Nikon 1 J2のフルモデルチェンジ版。大部分の性能がNikon 1 V2と同等になっている。
有効画素数1425万画素
画像処理エンジンはEXPEED 3を改良したEXPEED 3A
常用ISO感度は160～6400
フォーカスポイント数は73点(位相差AF)、135点(コントラストAF)。オートエリア設定時は41点。
AF追従連写速度は15コマ/秒にアップ
クリエイティブモードおよびスロービュー機能を搭載。
別売ワイヤレスモバイルアダプター（WU-1b）を使用することでスマートデバイスとの双方向通信可能
モードダイヤル位置が上部に移設
J2で使用可能だったリモコンが使用不可となっている。
Nikon 1 J4
2014年4月24日発売
Nikon 1 J3のフルモデルチェンジ版。
有効画素数1839万画素
画像処理エンジンはEXPEED 4を改良したEXPEED 4A
常用ISO感度は160～12800
フォーカスポイント数は105点(位相差AF)、171点(コントラストAF)。オートエリア設定時は41点。
AF追従連写速度が20コマ/秒にアップ
タッチパネル式液晶モニターとWi-Fi®内蔵
Nikon 1 J5
2015年4月23日発売
Nikon 1 J4のフルモデルチェンジ版。
有効画素数2081万画素、Nikon 1では初めてとなる裏面照射型CMOSセンサーを採用
画像処理エンジンはEXPEED 4Aを改良したEXPEED 5A

### Nikon 1 Sシリーズ
Nikon 1 S1
2013年2月7日発売
エントリー層向けのJシリーズからの派生モデル。
有効画素数はJ2とほぼ同等の1011万画素
画像処理エンジンはEXPEED 3A
常用ISO感度は100～6400
フォーカスポイント数は73点(位相差AF)、135点(コントラストAF)。オートエリア設定時は41点。
AF追従連写速度は15コマ/秒でJ3と同等
クリエイティブモードおよびスロービュー機能を搭載。
別売ワイヤレスモバイルアダプター（WU-1b）を使用することでスマートデバイスとの双方向通信可能
Nikon 1 S2
2014年6月5日発売
Nikon 1 J2のフルモデルチェンジ版。
有効画素数は1418万画素
画像処理エンジンはEXPEED 4A
常用ISO感度は200～12800
フォーカスポイント数は73点(位相差AF)、135点(コントラストAF)。オートエリア設定時は41点。
AF追従連写速度は20コマ/秒でJ4と同等
J4と異なり、タッチパネル液晶は採用せず、またWi-Fi機能はS1同様別売ワイヤレスモバイルアダプター（WU-1a）での対応である。

### Nikon 1 AWシリーズ
Nikon 1 AW1
2013年10月10日発売。レンズ交換式デジタルカメラとしては世界初（2014年8月現在唯一）の防水・耐衝撃カメラ
タフネス性能は、水深15mまでの防水性能、2mまでの落下耐衝撃性能、-10℃までの耐寒性能、防塵性能を付与
防水用の交換レンズ、従来レンズの双方を使用可能。また従来機同様にマウントアダプター使用可能
アウトドア機能として、高度計/水深計、電子コンパス、水準器、位置情報機能（GPS・GLONASS）、アクション操作機能を搭載
その他カメラの撮影性能などの大部分はNikon 1 J3に準ずる
レンズキットのみの販売で、ボディのみの販売は受注対応により行われていた。

## 交換レンズ
カラーバリエーションおよびレンズキットへの付属情報は日本国内販売のものを記載。

### 単焦点レンズ
1 NIKKOR 10mm f/2.8
2011年10月20日発売。35mm判換算値で27mmの画角に相当する単焦点レンズで手ブレ補正機能（VR）は未装備。
黒と白のカラーバリエーションがあり。(国外仕様には赤もキットレンズとして存在する）
【以下機種のレンズキットに付属】
Nikon 1 V1 薄型レンズキット
1 NIKKOR 18.5mm f/1.8
2012年11月1日発売。35mm判換算値で50mmの画角に相当する単焦点レンズ
手ブレ補正機能（VR）は未装備。
カラーバリエーションは、黒・白・シルバーの3色がラインナップされている。
【以下機種のレンズキットに付属】
Nikon 1 V2/Nikon 1 J5 ダブルレンズキット
1 NIKKOR 32mm f/1.2
2013年6月13日発売
35mm判換算値で86mmの画角に相当する「1 NIKKOR」レンズラインナップの中ではもっとも明るい開放F値1.2の大口径中望遠単焦点レンズ。
「1 NIKKOR」初のナノクリスタルコートを採用。逆光撮影時に発生しやすいフレアーやゴーストを低減。
超音波モーター（SWM＝Silent Wave Motor）が近距離補正方式によるフォーカス駆動を可能とし、近距離撮影でも収差の少ない高い解像力とリアルな質感描写を実現
フォーカスリングの操作で直感的なピントの微調整ができる「M/A」（マニュアル優先オートフォーカス）機能を「1 NIKKOR」に初採用。
手ブレ補正機能（VR）は未装備。
カラーバリエーションは、黒・シルバーの2色がラインナップされている。

### 標準ズームレンズ
1 NIKKOR VR 10-30mm f/3.5-5.6
2011年12月22日発売。35mm判換算値で27-81mmの画角に相当する標準ズームレンズ。
CIPA規格準拠3.5段分の補正効果を発揮する手ブレ補正機能（VR）搭載
カメラ本体に応じたカラーバリエーションがあるが、単品購入可能なのは黒のみである。
【以下機種のレンズキットに付属】
Nikon 1 J1/Nikon 1 J2/Nikon 1 J3/Nikon 1 V2/Nikon 1 S1 標準ズームレンズキット
Nikon 1 V2 ダブルレンズキット
Nikon 1 J1/Nikon 1 J2/Nikon 1 V1/Nikon 1 S1 ダブルズームキット
Nikon 1 V2ハイパーダブルズームキット
1 NIKKOR 11-27.5mm f/3.5-5.6
2012年9月6日発売。35mm判換算値で30-74 mmの画角に相当する標準ズームレンズ。
レンズ重量は83gと軽量
手ブレ補正機能（VR）は未搭載
EDレンズ搭載
黒と白のカラーバリエーションがある。
1 NIKKOR VR 10-30mm f/3.5-5.6 PD-ZOOM
2014年4月17日発売。35mm判換算値で27-81mmの画角に相当するパワードライブズームレンズ。
サイズは約58mm（最大径）×28mm、質量は約85gで、パワードライブズーム搭載レンズとしては、世界最軽量を実現。
CIPA規格準拠4.0段分の補正効果を発揮するVR（手ブレ補正）機能搭載。
最大撮影倍率約0.55倍（35mm判換算）、最短撮影距離20cm。
【以下機種のレンズキットに付属】
Nikon 1 V3/Nikon 1 J4/Nikon 1 J5 標準パワーズームレンズキット
Nikon 1 V3 プレミアムキット
Nikon 1 J5 ダブルレンズキット
Nikon 1 J5 ダブルズームレンズキット

### 広角ズームレンズ
1 NIKKOR VR 6.7-13mm f/3.5-5.6
2013年3月7日発売
35mm判換算値で18-35mmの画角に相当する超広角ズームレンズ
CIPA規格準拠3.0段分の補正効果を発揮する手振れ補正機能（VR）搭載
EDレンズ搭載
レンズ重量は125gと軽量
黒とシルバーのカラーバリエーションがある。

### 望遠ズームレンズ
1 NIKKOR VR 30-110mm f/3.8-5.6
2011年10月20日発売。35mm判換算値で81-297mmレンズの画角に相当する望遠ズームレンズ。
CIPA規格準拠3.5段分の補正効果を発揮する手ブレ補正機能（VR）搭載
EDレンズ搭載
カメラ本体に応じたカラーバリエーションがあるが、単品購入可能なのは黒と白のみ。
【以下機種のレンズキットに付属】
Nikon 1 J1/Nikon 1 J2/Nikon 1 J4/Nikon 1 J5/Nikon 1 V1/Nikon 1 S1 ダブルズームキット
1 NIKKOR VR 70-300mm f/4.5-5.6
2014年6月26日発売。35mm判換算値で189-810mmの画角に相当する超望遠ズームレンズ。
ナノクリスタルコートを採用。逆光撮影時に発生しやすいフレアーやゴーストを低減。
1 NIKKORレンズで初のスーパーEDレンズ搭載、色収差を大幅に抑えることが可能。
CIPA規格準拠で4.0段分（望遠端）の手振れ補正機能（VR）搭載。
別売オプションの三脚座使用可能。

### 中～高倍率ズームレンズ
1 NIKKOR VR 10-100mm f/4.5-5.6 PD-ZOOM
2011年10月20日発売。35mm判換算値で27-270mmの画角に相当する、動画撮影に最適なパワードライブズームレンズ。
CIPA規格準拠4.0段分の補正効果を発揮する手ブレ補正機能（VR）搭載
EDレンズ搭載
【以下機種のレンズキットに付属】
Nikon 1 V2 ハイパーダブルズームキット
1 NIKKOR VR 10-100mm f/4-5.6
2013年2月7日発売。35mm判換算値で27-270mmの画角に相当する高倍率ズームレンズ
同等レンズの中では（発表時）世界最小・最軽量クラスの全長70.5mm（沈胴時）、重量298g
CIPA規格準拠4.0段分の補正効果を発揮する手ブレ補正機能（VR）搭載
EDレンズ搭載
カメラ本体に応じたカラーバリエーションがあるが、単品購入可能なのは黒・白・シルバーの3色のみ。
【以下機種のレンズキットに付属】
Nikon 1 V2/Nikon 1 J3 小型10倍ズームキット

### 防水仕様レンズ
防水モデルであるNikon 1 AWシリーズ専用レンズ。
非防水モデル（J, V, Sシリーズ）へは装着不可能。
1 NIKKOR AW 11-27.5mm f/3.5-5.6
（レンズキットとして2013年10月10日上市）
35mm判換算値で30-74 mmの画角に相当する防水仕様の標準ズームレンズ。
防水仕様のAWシリーズ専用レンズで、従来のJ,V,Sシリーズには使用できない
その他基本的な光学性能は1 NIKKOR 11-27.5mm f/3.5-5.6と同等
日本国内ではNikon 1 AW1とのセット販売のみであった。ニコンダイレクトアメリカでは単品販売が行われていた。
1 NIKKOR AW 10mm f/2.8
2013年10月31日発売。35mm判換算値で27mmの画角に相当する防水仕様の単焦点レンズ
防水仕様のAWシリーズ専用レンズで、従来のJ,V,Sシリーズには使用できない
その他基本的な光学性能は1 NIKKOR 10mm f/2.8と同等

### 未発売のレンズ
2011年9月にJ1/V1が発表された際に、既に発表・発売されたもの以外では、マクロレンズ（マイクロレンズ・スペック未公表）が参考出品された。

### マウントアダプター
マウントアダプター FT1
Nikon 1でニコンFマウントレンズを使用するためのアダプター。大半のFマウントレンズが装着可能。
オートフォーカスはAF-Sタイプのオートフォーカスレンズのみで可能。
使用可能なAFモードは当初シングルAF（中央1点）に限定されていたが、ファームウェアのバージョンアップでコンティニュアスAFにも対応した。
VRレンズでは手振れ補正使用可能。
使用可能な撮影モードなどは外部リンクを参照。
なお、純正以外のマウントアダプターも存在し、これらを使うことで純正及びその互換品以外のレンズでの撮影も可能となるが、純正品以外はNikon 1に内蔵されているシステム（フォーカスエイドや内蔵露出計）が使えないので、使用にはある程度の割り切りが必要である。

### レンズ不具合問題
「1 NIKKOR VR 10-30mm f/3.5-5.6」を長期間使用したり、ズーム操作を頻繁に繰り返した場合、正常にカメラと通信できず、背面液晶モニターに警告メッセージが表示され、正しく動作しなくなる事象が発生した。
2015年02月03日付の＜1 NIKKOR レンズ「1 NIKKOR VR 10-30mm f/3.5-5.6」ご愛用のお客様へ＞において、本現象が発生した場合に無償対応をおこなった。2021年1月15日に無償対応の受付を終了。
https://www.nikon-image.com/support/whatsnew/2015/0203.html

しかし、リコール対応したレンズ以外でも不具合は発生していたにもかかわらずリコール対応を取らなかったため、ネット上ではユーザーの多くから不満の声があがった。殆どが電源をオンにしても絞りが解放にならないというもので、ポリギアの破損やフレキシブルケーブルの破損等、耐久性に起因した不具合が多かった。
また、絞り不良を隠してオークションや個人売買サイト等で販売する例も多く、中古品の購入では注意が必要である。

## 経過
- 2011年（平成23年）
  - 9月21日 - 発表
  - 10月20日 - 第一弾の本体群とレンズ群を発売（Vシリーズ、Jシリーズ）
- 2013年
  - 2月7日 - Sシリーズ（Nikon 1 S1）発売
- 2013年
  - 10月 - AWシリーズ（Nikon 1 AW1）発売
- 2017年8月 - ドイツのカメラ専門メディア「dpreview」の問い合わせに対し"Nikon 1シリーズの製造と販売を続ける。"と回答[7]。
- 2018年7月 - WebサイトからNikon 1シリーズのカメラボディがすべて旧製品のカテゴリーに移動し事実上の開発終了[3]。

## 備考
Nikon 1のイメージキャラクターは次のとおりである。
- 木村 拓哉（J1、V1、J2、J3）
- 本田 翼（J4、J5）